# 미국 여자 프로 축구
미국 여자 프로 축구(Women's Professional Soccer, WPS)는 2009년 3월 29일에 개막한 미국 내에서 상위에 위치하는 여자 축구의 전문 리그이다. 2012년 시즌 개최를 중지, 2013년 시즌부터 프리미어 여자 프로 축구 리그 엘리트 (Women's Premier Soccer League Elite, WPSL Elite)라는 새로운 리그를 창설하였다.

## 같이 보기
- 내셔널 위민스 사커 리그
- 미국 여자 축구 국가대표팀